# Trout Lake Alec Indian Reserve 16
Trout Lake Alec Indian Reserve 16 är ett reservat i Kanada.   Det ligger i provinsen British Columbia, i den centrala delen av landet, 3 500 km väster om huvudstaden Ottawa.
I omgivningarna runt Trout Lake Alec Indian Reserve 16 växer i huvudsak barrskog. Trakten runt Trout Lake Alec Indian Reserve 16 är nära nog obefolkad, med mindre än två invånare per kvadratkilometer.